# Damallsvenskan
La Damallsvenskan, també coneguda com a OBOS Damallsvenskan, és la màxima divisió del futbol femení de Suècia. La juguen dotze equips, i el campió i el subcampió es classifiquen per a la Lliga de Campions. Fundada el 1973, es considera una de les millors lligues femenines i hi han participar jugadores com Marta, Pernille Harder, Daniela, Yoreli Rincón, Nadine Angerer, Hanna Ljungberg, Anja Mittag i Christen Press.

## Historial de campiones
| Temporada                       | Campió                  | Subcampió               | Màxima golejadora                                                                |
| ------------------------------- | ----------------------- | ----------------------- | -------------------------------------------------------------------------------- |
| Campionat suec de futbol femení |                         |                         |                                                                                  |
| 1973                            | Öxabäck IF              | no definit              |                                                                                  |
| 1974                            | Jitex BK                | no definit              |                                                                                  |
| 1975                            | Öxabäck IF              | no definit              |                                                                                  |
| 1976                            | Jitex BK                | no definit              |                                                                                  |
| 1977                            | Jakobsbergs GoIF        | no definit              |                                                                                  |
| 1978                            | Öxabäck IF              | no definit              |                                                                                  |
| 1979                            | Jitex BK                | no definit              |                                                                                  |
| 1980                            | Sunnanå SK              | no definit              |                                                                                  |
| 1981                            | Jitex BK                | no definit              |                                                                                  |
| 1982                            | Sunnanå SK              | no definit              | Pia Sundhage (Östers IF) 30                                                      |
| 1983                            | Öxabäck IF              | no definit              | Pia Sundhage (Östers IF) 35                                                      |
| 1984                            | Jitex BK                | no definit              | Lena Videkull (Trollhättans IF) 35                                               |
| 1985                            | Hammarby IF             | no definit              | Anette Nilsson (Hammarby IF) 19                                                  |
| 1986                            | Malmö FF                | no definit              | Gunilla Axén (Gideonsbergs IF) 22                                                |
| 1987                            | Öxabäck IF              | Jitex BK                | Eva-Lotta Carlsson (Dalhems IF) 28                                               |
| Damallsvenskan                  |                         |                         |                                                                                  |
| 1988                            | Öxabäck IF              | Jitex BK                | Lena Videkull (Öxabäck/Mark IF) 24                                               |
| 1989                            | Jitex BK                | no definit              | Eleonor Hultin (Jitex BK) 25                                                     |
| 1990                            | Malmö FF                | Öxabäck IF              | Lena Videkull (Malmö FF) 21                                                      |
| 1991                            | Malmö FF                | no definit              | Lena Videkull (Malmö FF) 28                                                      |
| 1992                            | Gideonsbergs IF         | no definit              | Anneli Andelén (Öxabäck/Mark IF) 26                                              |
| 1993                            | Malmö FF                | Jitex BK/JG93           | Anneli Andelén (Öxabäck/Mark IF) 29                                              |
| 1994                            | Malmö FF                | Hammarby IF DFF         | Anneli Andelén (Öxabäck/Mark IF) 33                                              |
| 1995                            | Älvsjö AIK              | Gideonsbergs IF         | Annelie Wahlgren (Bälinge IF) 27                                                 |
| 1996                            | Älvsjö AIK              | Malmö FF                | Lena Videkull (Malmö FF) 23                                                      |
| 1997                            | Älvsjö AIK              | Malmö FF                | Annelie Wahlgren (Bälinge IF) 27 · Lena Videkull (Malmö FF) 27                   |
| 1998                            | Älvsjö AIK              | Malmö FF                | Victoria Svensson (Älvsjö AIK) 32                                                |
| 1999                            | Älvsjö AIK              | Malmö FF                | Luiza Pendyk (Malmö FF) 29                                                       |
| 2000                            | Umeå IK                 | Malmö FF                | Luiza Pendyk (Malmö FF) 25                                                       |
| 2001                            | Umeå IK                 | Malmö FF                | Victoria Svensson (Älvsjö AIK) 34                                                |
| 2002                            | Umeå IK                 | Malmö FF                | Hanna Ljungberg (Umeå IK) 39                                                     |
| 2003                            | Djurgården/Älvsjö AIK   | Umeå IK                 | Victoria Svensson (Djurgården/Älvsjö) 23                                         |
| 2004                            | Djurgården/Älvsjö AIK   | Umeå IK                 | Laura Kalmari (Umeå IK) 22 · Marta (Umeå IK) 22                                  |
| 2005                            | Umeå IK                 | Malmö FF                | Therese Lundin (Malmö FF) 21 · Marta (Umeå IK) 21                                |
| 2006                            | Umeå IK                 | Djurgården/Älvsjö       | Lotta Schelin (Kopparbergs/Göteborg FC) 21                                       |
| 2007                            | Umeå IK                 | Djurgården/Älvsjö       | Lotta Schelin (Kopparbergs/Göteborg FC) 26                                       |
| 2008                            | Umeå IK                 | Linköpings FC           | Marta (Umeå IK) 23 · Manon Melis (LdB FC Malmö) 23                               |
| 2009                            | Linköpings FC           | Umeå IK                 | Linnea Liljegärd (LdB FC Malmö) 23 22                                            |
| 2010                            | LdB FC Malmö            | Kopparbergs/Göteborg FC | Manon Melis (LdB FC Malmö) 25                                                    |
| 2011                            | LdB FC Malmö            | Kopparbergs/Göteborg FC | Manon Melis (LdB FC Malmö) 16 · Margrét Lára Viðarsdóttir (Kristianstads DFF) 16 |
| 2012                            | Tyresö FF               | LdB FC Malmö            | Anja Mittag (LdB FC Malmö) 21                                                    |
| 2013                            | LdB FC Malmö            | Tyresö FF               | Christen Press (Tyresö FF) 23                                                    |
| 2014                            | FC Rosengård            | KIF Örebro DFF          | Anja Mittag (FC Rosengård) 21                                                    |
| 2015                            | FC Rosengård            | Eskilstuna United DFF   | Gaëlle Enganamouit (Eskilstuna United DFF) 18                                    |
| 2016                            | Linköpings FC           | FC Rosengård            | Pernille Harder (Linköpings FC) 23                                               |
| 2017                            | Linköpings FC           | FC Rosengård            | Tabitha Chawinga (Kvarnsvedens IK) 24                                            |
| 2018                            | Piteå IF                | Kopparbergs/Göteborg FC | Anja Mittag (FC Rosengård) 17                                                    |
| 2019                            | FC Rosengård            | Kopparbergs/Göteborg FC | Anna Anvegård (FC Rosengård) 14                                                  |
| 2020                            | Kopparbergs/Göteborg FC | FC Rosengård            | Anna Anvegård (FC Rosengård) 16                                                  |
| 2021                            | FC Rosengård            | BK Häcken FF            | (BK Häcken) 17                                                                   |
| 2022                            | FC Rosengård            | BK Häcken FF            | Amalie Vangsgaard (Linköping FC) 22                                              |
| 2023                            | Hammarby IF             | BK Häcken FF            | Cathinka Tandberg (Linköping FC) 19                                              |